# Euphorbia caloderma
Euphorbia caloderma es una especie fanerógama perteneciente a la familia de las euforbiáceas. Es endémica de Tanzania (Región de Iringa).

## Descripción
Es una planta perenne densamente ramificada, formando esteras extensas; las ramas alcanzan un tamaño de 1 m de largo, carnosa, tetrangular, de 1-1,5 cm de diámetro, los ángulos son sinuosos con  dientes  de 7-10 mm de largo; espinosas.

## Ecología
Se encuentra en las pendientes rocosas, a una altitud de 1830 metros.
Cercana de Euphorbia proballyana.

## Taxonomía
Euphorbia caloderma fue descrita por Susan Carter Holmes y publicado en Cactus and Succulent Journal 72: 189. 2000.
Etimología
Euphorbia: nombre genérico que deriva del médico griego del rey Juba II de Mauritania (52 a 50 a. C. - 23), Euphorbus, en su honor – o en alusión a su gran vientre –  ya que usaba médicamente Euphorbia resinifera. En 1753 Carlos Linneo asignó el nombre a todo el género.
caloderma: epíteto